# Main Source
Main Source var en hiphopgrupp som var aktiv mellan 1989 och 1994. Gruppen bestod av Sir Scratch, K-Cut och Large Professor. Senare ersattes Large Professor av Mikey D. Sir Scratch och K-Cut kom från Toronto och Large Professor (och även Mikey D) kom från stadsdelen Queens i New York.
Deras mest kända album är Breaking Atoms från 1991, där en ung Nas gjorde sitt första uppträdande. Han rappade en vers på låten "Live at the Barbeque".

## Diskografi

### Studioalbum
- 1991 – Breaking Atoms
- 1994 – Fuck What You Think

### Singlar
- 1989 – Think
- 1990 – Looking at the Front Door
- 1991 – Just Hangin' Out
- 1991 – Peace Is Not the Word to Play
- 1992 – Fakin' the Funk
- 1993 – What You Need